# Henotesia elisi
Henotesia elisi är en fjärilsart som beskrevs av Karsch 1893. Henotesia elisi ingår i släktet Henotesia och familjen praktfjärilar. Inga underarter finns listade i Catalogue of Life.